# Долина (Пологівський район)
Доли́на (до 1945 року — Шенау) — село в Україні, у Молочанській міській громаді Пологівського району Запорізької області. Населення становить 305 осіб. До 2020 орган місцевого самоврядування — Долинська сільська рада.

## Географія
Село Долина розташоване на лівому березі річки Молочна, вище за течією на відстані 1,5 км розташоване село Левадне, нижче за течією на відстані 1,5 км розташоване село Рибалівка, на протилежному березі — село Благодатне. Через село проходять автомобільна дорога Р85 та залізниця, станція Молочанськ за 7 км.

## Історія
В околицях села розкопані кургани з похованнями епохи бронзи (II тисячоліття до н. е.), сарматськими (II ст. До н. е.- II ст. н. е.) та половецькими (X—XII ст. н. е.).
Засноване село на початку XIX ст. німцями-колоністами.
12 червня 2020 року, відповідно до Розпорядження Кабінету Міністрів України від № 713-р «Про визначення адміністративних центрів та затвердження територій територіальних громад Запорізької області», увійшло до складу Молочанської міської громади.
19 липня 2020 року, в результаті адміністративно-територіальної реформи та ліквідації Токмацького району, селище увійшло до складу Пологівського району.

## Населення

### Мова
Розподіл населення за рідною мовою за даними перепису 2001 року:
| Мова            | Кількість | Відсоток |
| --------------- | --------- | -------- |
| українська      | 280       | 91.80%   |
| російська       | 23        | 7.54%    |
| інші/не вказали | 2         | 0.66%    |
| Усього          | 305       | 100%     |

## Економіка
- «Ім. Котовського», агрофірма, ТОВ.

## Об'єкти соціальної сфери
- Школа I—II ст.
- Дитячий садочок.
- Клуб.
- Фельдшерсько-акушерський пункт.

## Природно-заповідний фонд
У селі розташовано 4 ботанічні пам'ятки природи місцевого значення: Вікове дерево дуб черешчатий, 150 років, Вікове дерево дуб черешчатий, 200 років (с. Долина, вул. Радянська 28), Віковий дуб черешчатий (Токмакський район), Вікових два дуби черешчатих, 120 років